# Fusillés de la villa Montfleury à Cannes
Les fusillés de la villa Montfleury sont huit résistants qui ont été fusillés collectivement le 15 août 1944, jour du débarquement en Provence, par la Gestapo cannoise à Cannes (Alpes-Maritimes) dans le sous-sol de son siège la villa Montfleury.
Aujourd'hui, une stèle commémorative rappelle cette exécution collective. Elle se trouve au niveau du 42, boulevard Montfleury à Cannes (Alpes-Maritimes). Une cérémonie commémorative y a lieu tous les 15 août.
Ce sont cependant douze personnes qui se trouvent ce 15 août 1944 dans les quatre cellules de la villa Montfleury (dix hommes et deux femmes) : dix sont fusillés mais deux survivent, un réussit à s'enfuir au début du massacre et une autre est épargnée.
La Gestapo niçoise a elle aussi fusillé des résistants le jour du débarquement en Provence, 21 résistants (ainsi que deux collaborateurs) sont fusillés à Nice (Alpes-Maritimes), au quartier de l'Ariane, le long du Paillon. Deux autres résistants ont déjà été fusillés à l'Ariane le 22 juillet 1944.

## La villa Montfleury: le siège de la Gestapo cannoise
Le 3 septembre 1943, les Italiens signent l'armistice avec les alliés. Il est rendu public le 8 septembre.
La 4e armée stationnée dans le sud-est de la France se replie dans la panique pour ne pas être faite prisonnière par l'armée allemande qui vient occuper la zone italienne.
Les Allemands prennent le contrôle de l'ancienne zone d'occupation italienne dans les Alpes-Maritimes. En septembre 1943, Alois Brunner et la Gestapo réquisitionnent l'Hotel Excelsior à Nice, la Villa Montfleury à Cannes ... ; ils font régner un régime de terreur et organisent la "chasse aux Juifs". Les rafles furent principalement faites à Nice, mais aussi dans une vingtaine d’autres communes ; jusqu'en juillet 1944, 130 personnes (dont Tristan Bernard sont ainsi arrêtées à Cannes, transférées à Drancy, et pour la plupart déportées par les convois 60 et suivants.
Dans les caves du sous-sol de la Villa Montfleury sont aménagées quatre cellules. Chaque cellule est fermée par une grille. Le couloir qui permet d'accéder aux cellules est fermé par une barrière métallique. De nombreux résistants, juifs et réfractaires y ont été enfermés et pour beaucoup torturés (Hélène Vagliano, Léon Noël...).
En juin 1944, une nouvelle équipe de la Gestapo s'installe à la villa Montfleury. Le chef est le capitaine Hans Josef Moser, accompagné parfois par sa maîtresse, la danseuse italienne Hélène Monti. Il est accompagné de deux officiers adjoints. Le lieutenant Willy Bauer, ancien garçon brasseur qui est accompagné par sa maîtresse Lucienne d'Amore, épouse Poggi, surnommée Lily. Il y a également le lieutenant Richard Held, surnommé lieutenant Richard, Français mosellan condamné trois fois pour vol. Il est l'interprète à la petite moustache et aux lunettes rondes. Il est accompagné par sa maîtresse Berthe Blanchet, épouse Jaubert, une Française domiciliée avenue des Palmiers. À ces trois officiers et leurs maîtresses s'ajoutent August Wierges (intendant), son épouse Adèle, domiciliée à Monte-Carlo (Monaco); et le Bavarois Bilhartz, bon joueur de piano. Le chauffeur Barthélémy est à leur service ainsi que deux domestiques françaises : Marie-Louise et Madeleine.

## L'action des Groupes d'Action du Parti Populaire Français (G.A. - P.P.F.)
La Gestapo peut compter sur les services d'auxiliaires français. Ce sont les Groupes d'Action du Parti populaire français de Jacques Doriot (Les G.A. - P.P.F.). Ils ont été officiellement créés en mai 1944 à la suite d'une proposition écrite de Simon Sabiani, adjoint de Doriot, dans une lettre datée du 6 octobre 1943 à destination d'Heinrich Himmler, chef des S.S. (Schutzstaffel) et de la Gestapo.
Le quartier général des G.A. - P.P.F. de Cannes est l'hôtel Cavendish. Ils possèdent également une sorte de dépôt pour leurs basses besognes à la villa Conchita située dans le boulevard Carnot et aujourd'hui remplacée par un immeuble.
Ces gestapistes cannois sont habillés en civil mais armés. Ils sont dirigés par Charles Palmieri surnommé Merle d'où leur surnom d'« équipe Merle ». L'autre responsable est Auguste Brisset. La direction départementale est entre les mains d'Honoré Goyeneche basé à Nice à l'hôtel Columbia. L'équipe des G.A. - P.P.F. cannois est composée de Bruno Allegri, Eugène Auda, Joseph Bolla, Guido Comis, Joseph Court, André Favier, Eugène Gaillard, Lucien Garino, Émilien Goleto, Pierre Gravino, Paul Malaguti, Sylvio Mugnai, Antonin Occera, Vincent Orizone, Jean-Paul Pallanca, Marcel Protiere, un homme surnommé Simon, Ellio Testi, un homme surnommé Toto et Levanti Viola.
Ces hommes déterminés puisque irrémédiablement compromis avec l'occupant allemand sont très efficaces car beaucoup connaissent parfaitement Cannes. Paul Malaguti est ainsi né dans le quartier populaire du Suquet. Il est domicilié 10, rue Georges Clemenceau. Il travaille comme livreur avant de s'engager comme auxiliaire de la Gestapo. Ils sont souvent jeunes (Paul Malaguti est né le 20 avril 1927 et s'engage donc à l'âge de 17 ans), socialement déclassés et analphabètes. 70 % d'entre eux ont déjà eu affaire à la justice. Ils font partie du sous-prolétariat (le lumpen proletariat) évoqué par Karl Marx. L'engagement dans les G.A. - P.P.F. leur donne un pouvoir immense et un sentiment de toute-puissance. Leur position de gestapiste leur fournit les moyens pour une énorme revanche sociale.
Si pour certains, cet engagement dans les G.A. - P.P.F. est un engagement idéologique, il s'agit aussi et surtout d'un moyen de s'enrichir rapidement. Les G.A. - P.P.F. touchent en effet « 2,500 francs par mois plus une prime pour chaque juif, réfractaire ou résistant arrête et livré, plus les à-côtés juteux des vols, pillages ou rançons ordinaires ». Ils fournissent au minimum une affaire par jour à leurs maîtres.
Après la Libération, dans son numéro 4 du 2 octobre 1944, le journal L'Ergot réalise une enquête sur les agissements des G.A. - P.P.F.. L'exemple de l'affaire Smilévitch est révélateur de leurs agissements et de leurs pouvoirs . Le soir du 23 juin 1944, un groupe de trois gestapistes quitte la villa Conchita pour une chasse aux juifs. Il est dirigé par Auguste Brisset qui est accompagné par Paul Malaguti et Jean-Paul Pallanca. Ensemble, ils suivent dans la rue Aiby Raufman qui rentre du cinéma avec Charlotte Epstein. Il la raccompagne chez elle, dans une villa du boulevard Carnot. Les G.A. - P.P.F. arrivent et se présentent comme la police allemande. Ils contrôlent les papiers du jeune homme et s'écrient Faux papiers ça ! Vous êtes juifs. Ils arrêtent le jeune homme et l'emmènent. Prévenus, par l'oncle de Charlotte Epstein, son frère Lucien et son beau-frère Simon Mittelstein partent prévenir Samuel Smilévitch et rentrent ensuite chez eux 82 boulevard Galliéni. C'est là qu'ils sont à leur tour arrêtés le soir-même à 22 heures avec leurs familles, sauf trois enfants : Alain Raufman fils de Lucien Raufman, Jean Mittelstein et Colette Mittelstein enfants de Simon Mittelstein et Fanny Raufman. Les G.A. - P.P.F. conduisent leurs victimes à la villa Conchita, boulevard Carnot, pour les interroger. Ils savent qu'ils vont toucher une prime pour ces arrestations ou bien une rançon. Un homme survient alors à la villa. Il s'agit de Samuel Smilévitch, le secrétaire de la Maison des Prisonniers de Cannes. Grand blessé, il est invalide de guerre à 60 %. Il a obtenu la croix de Guerre avec 7 citations et la médaille militaire. Il se présente et essaie de faire libérer trois juifs arrêtés. Face au refus des trois G.A. - P.P.F., il se retire. Ceux-ci se rendent compte après coup que le nom Smilévitch est à consonance juive et prévoient de le rechercher le lendemain. De son côté, Smilévitch prend en charge avec son épouse les 3 enfants dont les familles ont été arrêtées la veille. Ils les emmènent chez des parents au Cannet et cherchent une cachette plus sûre. Le 24 juin 1944, un groupe de 5 G.A. - P.P.F. quitte la villa Montfleury. Il s'agit de Paul Malaguti, Jean-Paul Pallanca et des surnommés Simon et Toto. Ils sont dirigés Par Charles Palmieri (alias Merle) en personne. Ils vont d'abord arrêter un dénommé Levy dénoncé par un Français. L'adresse est cependant incertaine et sur place ils tombent sur un couple Lecuyer qu'ils emmènent tout de même à la villa Conchita pour vérification. Monsieur Lecuyer est giflé lorsqu'il s'obstine, papiers à l'appui, à ne pas être israélite et à ne pas s'appeler Levy. Les Lecuyer sont cependant relâchés. Les Smilévitch se rendent quant à eux au Cannet pour récupérer les enfants et les emmener au Rayon de Soleil, une œuvre sociale d'aide aux enfants de prisonniers, comme convenu avec Hélène Vagliano. Cependant, en arrivant sur place, ils découvrent que les enfants et les personnes qui les cachaient ont été arrêtés. Cependant, les G.A. - P.P.F. sont là et arrêtent alors les Smilévitch. Ils sont emmenés à la villa Conchita. Charles Palmiéri conduit l'interrogatoire. Samuel Smilévitch donne son identité mais refuse d'en dire davantage. Il est frappé puis Charles Palmieri lui propose un marché. Il va rentrer chez lui et préparer une liste des juifs cannois qu'il connaît pour pouvoir les arrêter. Ainsi, il ne sera plus inquiété. En attendant, sa femme est gardée en otage. Quelques heures plus tard, Samuel Smilevitch revient à la villa Conchita mais sans la liste. Furieux, les G.A. - P.P.F. le frappent et le torturent pour obtenir de lui une liste de juifs. Face à la résistance de Samuel Smilévitch, les G.A. - P.P.F. le livrent à la Gestapo à la villa Montfleury. Là, Samuel Smilévitch est de nouveau frappé et torturé. Face à son refus de parler, le lieutenant Richard Held finit par lui tirer une balle dans la tête le 25 juin 1944. Il ordonne à madame Smilévitch de partir ce qu'elle finit par faire, en état de choc. Le corps de Samuel Smilévitch est retrouvé par un promeneur à Mougins (Alpes-Maritimes), quartier de la crémaillère, dans un sentier au bord de la route nationale allant de Cannes (Alpes-Maritimes) à Grasse (Alpes-Maritimes). Une enquête de police est tout de même menée. Elle montre le rôle joué par les G.A. - P.P.F.. Le commissaire de police Augustin Isnard de la sûreté de Nice décide d'investir l'hôtel Cavendish, le siège du G.A. - P.P.F. cannois vers 10 heures 30. Il est accompagné des inspecteurs Charpentier, Espel, Favier et Pietrera, tous armés. Ils arrêtent Auguste Brisset et les G.A. - P.P.F. présents et les emmènent, menottes aux mains, à l'hôtel de police. Là, ils sont identifiés, photographiés, interrogés et, piteux, reconnaissent leurs actes criminels. C'est alors que surgissent des S.S. armés, conduits par le capitaine Moser, le chef de la Gestapo cannoise en personne. Les G.A. - P.P.F. sont délivrés et les agents de police sont arrêtés  à leur tour et conduits à la villa Montfleury. Ils sont enfermés durant trois heures dans les cellules du sous-sol. Ils sont ensuite relâchés tout en subissant de terribles menaces. Le dossier Smilévitch est clos par la police,. Cet assassinat n'est cependant pas oublié à la Libération d'autant que Samuel Smilévitch est également membre du groupe Jean-Marie, la 40e Cie F.T.P.F.. Il fait partie du 1er détachement et du 3e groupe,,.
L'affaire Pellegrino-Albertini illustre les actions du G.A. - P.P.F. dans sa chasse aux résistants et aux réfractaires au travail obligatoire. Le lundi 17 juillet, le résistant Jean-Baptiste Albertini et le réfractaire au Service du travail obligatoire (S.T.O.) Marin Pellegrino sont arrêtés dans la rue, boulevard Carnot, et conduits à la villa Conchita. Jean-Baptiste Albertini est relâché, faute de preuves. Marin Pellegrino est gardé pour être envoyé en Allemagne. Le G.A. - P.P.F. Paul Malaguti, armé, le surveille. Jean-Baptiste Albertini parvient cependant à faire évader Marin Pellegrino le 27 juillet 1944. Les G.A. - P.P.F. Paul Malaguti, Joseph Court et Jean-Paul Pallanca (surnommés le « trio ») se lancent immédiatement à leur poursuite. Paul Malaguti connaît la famille Pellegrino et fonce chez eux. Il est environ 22 heures. Ils trouvent seulement madame Pellegrino. Ils partent alors interroger deux amis de Jean-Baptiste Albertini. Ils arrivent chez le carrossier Arthur Curcio au 26 avenue du Camp Long. Il prétend ne rien savoir mais les G.A. - P.P.F. l'enlèvent et le conduisent chez Maurice Lanzo, fourreur domicilié rue Walter Scott. Apeurés et menacés, les deux hommes fournissent quelques indications. Jean-Baptiste Albertini est finalement arrêté vers minuit chez son oncle, rue Prince de Galles, où il se cache. Il refuse de trahir Marin Pellegrino et les G.A. - P.P.F. le livrent à la Gestapo, villa Montfleury. Jean-Baptiste Albertini fait partie des fusillés du 15 août 1944.
Les G.A. - P.P.F. parviennent à faire tomber un groupe de résistants en août 1944. Le 7 août 1944, Marcel Neydorff, résistant du M.L.N. d'Antibes, rencontre un jeune homme qui lui annonce vouloir rejoindre le maquis. Marcel Neydorff l'oriente vers un ami résistant de Vence, le douanier Marius Martini. Le jeune patriote est en fait un des membres du G.A. - P.P.F.. Marcel Neydorff est arrêté et livré à la Gestapo cannoise à la villa Montfleury. Il est torturé par les agents de la Gestapo. Il craque probablement. Le 9 août, tous les G.A. - P.P.F. sont mobilisés par la Gestapo pour aller arrêter les membres du groupe de résistance de Marcel Neydorff. Ils arrêtent le douanier Marius Martini de Vence, le fontainier de la compagnie des eaux d'Antibes Louis Balesi, son beau-frère Hippolyte Séguran de Cagnes-sur-Mer, Gustave Biny et Alfred Froidurot.

## 12 prisonniers dans les cellules
Le 15 août 1944, ce sont donc 12 personnes (10 hommes et deux femmes) qui se trouvent dans les 4 cellules situées au sous-sol de la villa Montfleury.
Deux femmes, Concetta Biacca d'Antibes et une Tchèque à l'identité inconnue, se trouvent dans la cellule numéro 2.
Dans les trois autres cellules se trouvent Jean-Baptiste Albertini arrêté par les G.A.-P.P.F. dans la nuit du 27 au 28 juillet 1944 et livré à la Gestapo, Pierre Chalmette ancien de Vallauris arrêté le 25 juillet 1944, Georges Krengel du Cannet, l'inspecteur de police Édouard Negri, Marcel Neydorff de Cannes arrêté le 7 août 1944 par les G.A. - P.P.F. et livré à la Gestapo, Marius Martini de Vence, Louis Balesi d'Antibes, Hippolyte Séguran de Cagnes-sur-Mer, Gustave Biny et Alfred Froidurot, tous les cinq arrêtés le 9 août 1944 par les G.A. - P.P.F. et livrés à la Gestapo.

## Le 15 août 1944: Le drame se prépare
Le 15 août 1944 a lieu le débarquement en Provence. Les combats ont lieu dans le Var mais la population cannoise perçoit depuis la veille les échos des bombardements alliés réalisés par l'aviation et les forces navales. De nombreux avions alliés passent dans le ciel azuréen.
À la villa Montfleury, c'est l'effervescence. Dans les cellules, les résistants sont partagés entre joie et angoisse. Que vont décider les agents de la Gestapo ? Que va-t-on faire d'eux ? 
Le capitaine Hans Josef Moser passe son temps au téléphone pour obtenir un ordre de ses supérieurs de Nice. Pendant ce temps ses lieutenants Willy bauer et Richard Held brûlent dans le jardin les documents compromettants (dossiers, lettres de dénonciations...). L'intendant August Wierges et le bavarois Bilhatz portent des caisses. Les femmes et maîtresses sont présentes avec leurs bagages bouclés (Hélène Monti, Berthe Blanchet et Adèle Wierges) à l'exception de Lucienne d'Amore épouse Poggi surnommée Lily. Le chauffeur Barthélémy s'active. Trois feldgendarmes requis par Moser sont là. Ils doivent protéger la fuite du groupe vers Nice et l'Italie. Une équipe de quatre G.A. - P.P.F. est venue de la villa Conchita pour assurer la sécurité et essayer d'obtenir de l'essence pour s'enfuir. Il s'agit de Paul Malaguti, Bruno Allegri, Lucien Garino et Joseph Court. Hans Moser n'est pas tranquille avec les douze résistants et le stock d'armes entreposés au sous-sol de la villa. Il place Paul Malaguti comme sentinelle à la grille de la villa. Il est armé d'une mitrailleuse et d'un 6.35.
Les agents de la Gestapo cannoise reçoivent enfin l'ordre d'évacuer leur siège de Cannes (Alpes-Maritimes) et de rejoindre la villa Trianon au quartier Cimiez à Nice (Alpes-Maritimes), siège de la Gestapo niçoise. Que faire alors des douze prisonniers ? Il faut les liquider.
Vers dix-neuf heures, un dîner est servi à la villa Montfleury. Le chauffeur Barthélémy est allé chercher la domestique Marie-Louise chez elle pour le préparer. La table compte neuf couverts (capitaine Moser et Hélène Monti, le lieutenant Bauer, le lieutenant Held et Berthe Blanchet, Bilhartz et les trois feldgendarmes). Au menu : jambon, viande froide, salade, fruits. Quatorze bouteilles de vin du Rhin et de champagne sont bues. Les autres (Wierges, sa femme et le chauffeur Barthélémy dans la cuisine) mangent sur le pouce. Paul Malaguti continue à monter la garde. La domestique Marie-Louise distribue une soupe aux prisonniers. Ceux-ci se disent que s'ils sont nourris, ils ne vont peut-être pas être éliminés.
Vers vingt heures, un premier convoi part direction la villa Trianon à Nice. Moser, Bauer et Held restent ainsi que Paul Malaguti. On ignore si un ou plusieurs feldgendarmes sont encore là.

## 20 heures 30: le massacre

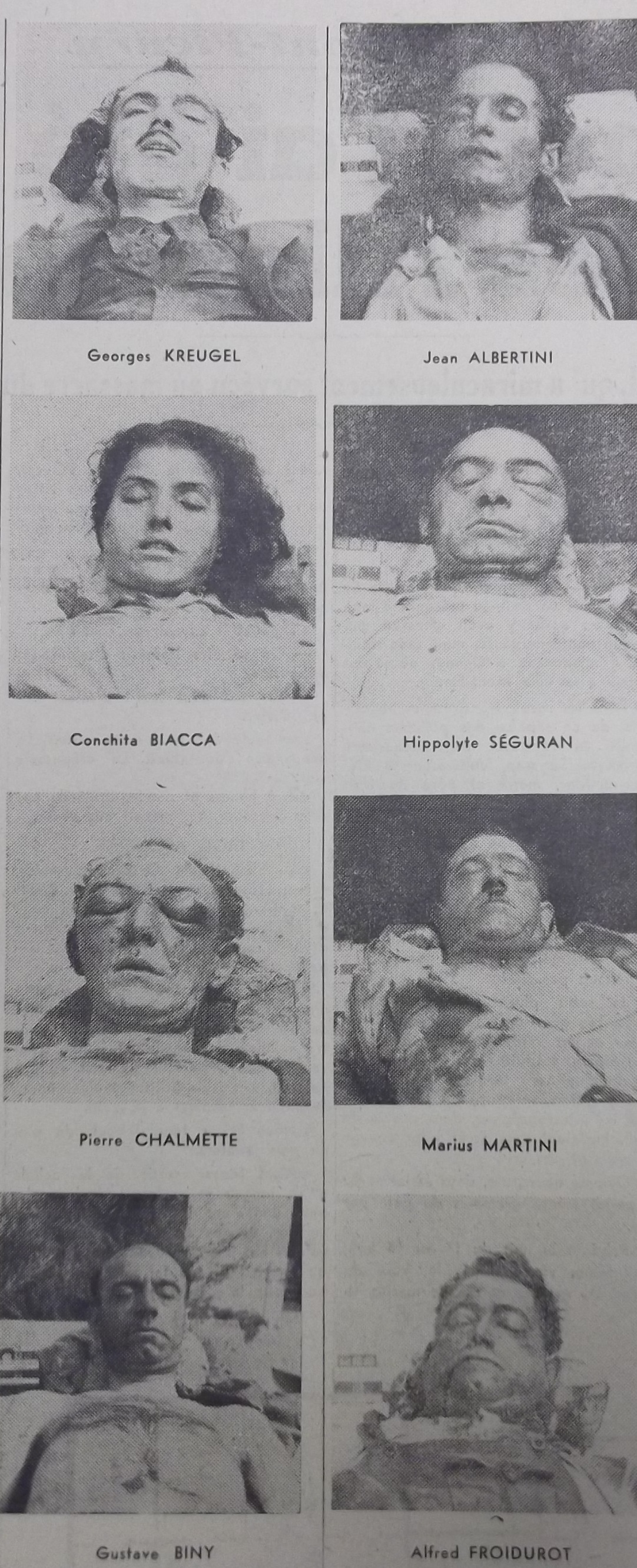
Montage présentant les photographies des corps des 8 résistants fusillés et décédés le 15 août 1944 dans les caves de la villa Montfleury de Cannes, publié dans le journal L'Ergot no 15, édition du 21 décembre 1944.

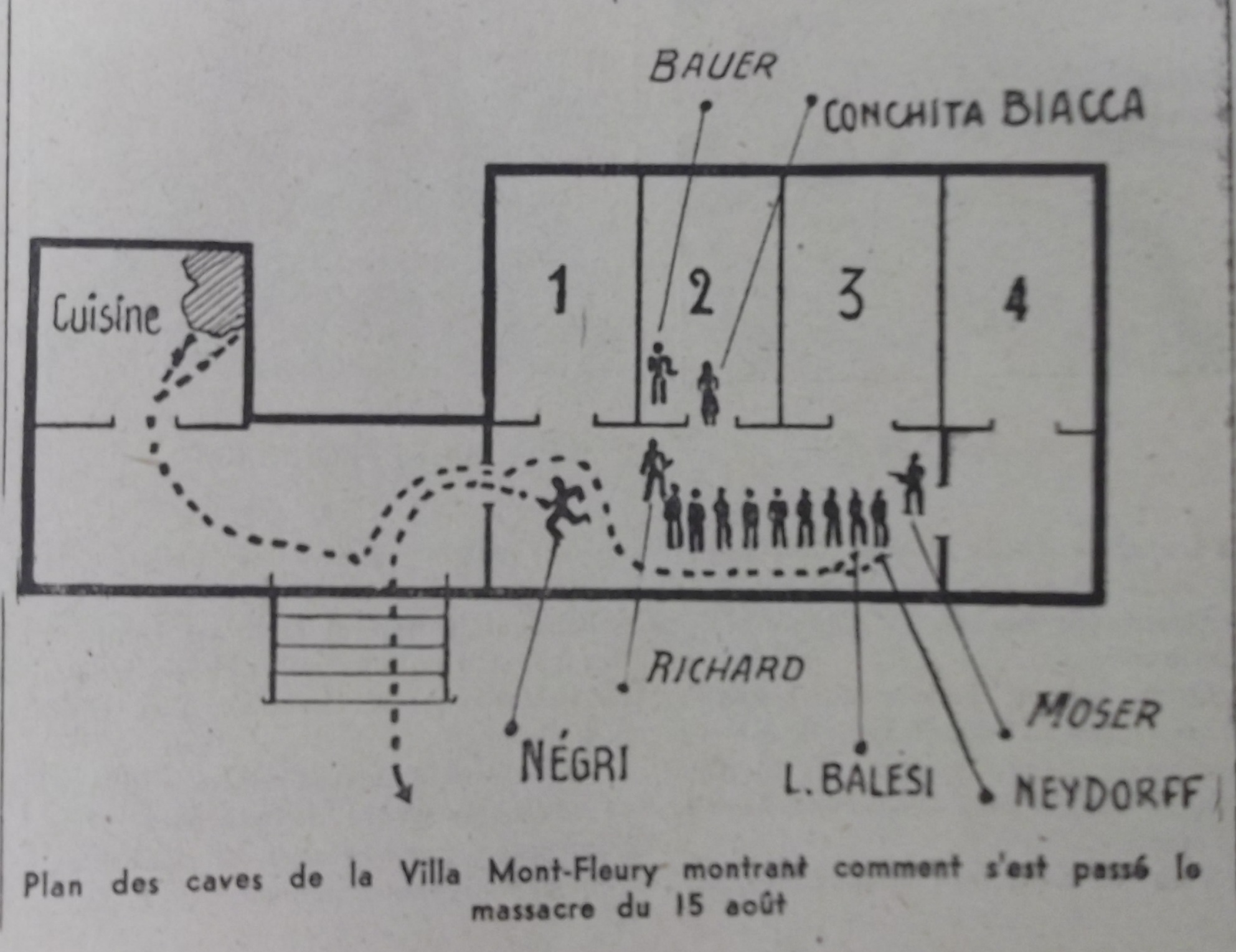
Plan descriptif des circonstances et lieux du massacre, publié dans le journal L'Ergot no 15, édition du 21 décembre 1944.

À 20 heures 30, le chef de la Gestapo cannoise (Moser) et ses deux lieutenants (Held et Bauer) descendent au sous-sol vers les cellules. Moser fait sortir la prisonnière tchèque de la cellule numéro 2 où elle est enfermée avec Concetta Biacca. Il lui dit « Heraus ! » (« Sors d'ici ! ») et elle disparaît rapidement par l'escalier. On ignore son identité, ce qu'elle devient et pourquoi elle est épargnée. Cependant, ce traitement de faveur et le fait que personne ne lui tire dessus lorsqu'elle sort de la cave laisse à penser qu'il s'agit probablement d'une moucharde placée dans la cellule pour essayer de recueillir des confidences ou des informations de la part des prisonniers. D'ailleurs, dans un témoignage recueilli en mars 1945 par le centre de documentation de la persécution juive à Nice, Sophie Goldrin Epstein évoque la présence d'une moucharde dans sa cellule de la villa Montfleury. Elle vit à Antibes avec son époux Michel Epstein,,, gérant du palais Wilson, arrêté le 12 février 1944 à Nice dans le cadre des persécutions raciales et déporté. Désemparée, elle rencontre Samuel Smilévitch qui la convainc de s'installer à Cannes et lui fournit de faux papiers. Elle est cependant arrêtée avec les siens le 25 juillet 1944 par les G.A. - P.P.F. de Cannes qui les emmènent à la villa Montfleury. Dans sa cellule se trouvent 15 personnes dont une personne que les prisonniers identifient rapidement comme une moucharde car elle est mieux traitée que les autres prisonniers. Envoyées le lendemain à l'hôtel Excelsior à Nice en attendant d'être transférée au camp d'internement de Drancy, Sophie Goldrin, ses deux filles, sa sœur, son frère et d'autres sont finalement libérés le 16 août 1944.
Dans la cave de la villa Montfleury, Moser poursuit sa besogne. Il fait venir dans la cellule les dix hommes jusque-là répartis dans les trois autres cellules. Cependant, les onze résistants sont trop serrés pour le massacre qu'a prévu Moser. Il va alors seul au fond du couloir, devant la grille ouverte de la cellule numéro 4, la plus grande. Il ordonne aux onze détenus de sortir de la cellule numéro 2 et de venir dans la cellule numéro 4. Le lieutenant Held est à l'entrée du couloir près de la grille d'accès qui est laissée ouverte. Bauer se tient dans la cellule numéro deux dont il assure l'évacuation, pistolet à la main, en hurlant « Schnell ! » (« vite ! »).
Les prisonniers ont compris ce qui les attend. Concetta Biacca doit sortir la dernière de la cellule numéro 2. Elle se débat. Bauer lui tire alors une balle en pleine tête. Elle s'effondre mortellement blessée mais s'agrippe à son assassin et le fait tomber . Richard Held tire à son tour sur les résistants et aide Bauer à se relever. Il libère ainsi un instant la grille de sortie. Edouard Negri bondit alors dans l'escalier. Sous les balles qui sifflent, il parvient à s'enfuir dans le jardin. Il entend les coups de feu au sous-sol où la tuerie se poursuit. Il arrive à la grille gardée par Paul Malaguti et il court dans la rue. Il a la chance de tomber sur un gardien de la paix qui le prend sur sa bicyclette. Il entend « Halte ! Police ! Arrêtez-le ! » et essuie des coups de feu. On ignore clairement si c'est Paul Malaguti ou bien un des feldgendarmes qui serait resté qui a tiré même si d'autres sources semblent confirmer le rôle joué par Paul Malaguti. Edouard Negri n'est pas atteint par les balles et il réussit à fuir.
Au sous-sol, les trois officiers de la Gestapo poursuivent le massacre et tirent dans le tas. Pris dans sa folie meurtrière, Bauer blesse même son complice Held d'une balle dans le pied. Le lieutenant Held monte se soigner. Pendant ce temps, Moser et Bauer achèvent la besogne et distribuent rapidement les coups de grâce avant de remonter à leur tour. Cependant, deux hommes ont survécu (Louis Balesi et Marcel Neydorff) en se protégeant avec les matelas de la cellule ,.

## Le départ des assassins
Les trois officiers et Paul Malaguti quittent à leur tour la villa Montfleury entre minuit et deux heures du matin. Ils arrivent à la villa Trianon à Nice. De là, un convoi part le 17 août en Italie. Richard Held doit cependant s'arrêter avec sa maîtresse Berthe Blanchet à Monte-Carlo pour soigner sa blessure.
La ville de Cannes est libérée le 24 août 1944 par l'action combinée de la résistance et des forces alliées.

## Les suites judiciaires
Marcel Neydorff est accusé à la Libération d'avoir probablement livré sous la torture ses camarades Marius Martini, Louis Balesi, Hippolyte Séguran, Gustave Biny et Alfred Froidurot. Même s'il est lui-même rescapé du massacre du 15 août 1944, il est jugé et condamné aux travaux forcés à perpétuité et à la privation de tous ses droits civiques.
Charles Palmieri, Joseph Bolla et Émilien Galetto sont arrêtés et exécutés. Wierges, Gaillard, Gravino et Protiere sont emprisonnés.
Richard Held est jugé par la cour de Justice de Grasse. Originaire de Moselle, il a été trois fois condamné pour vol avant de rejoindre la Gestapo comme interprète et devient lieutenant de la Gestapo cannoise. Il est arrêté avec sa maîtresse Berthe Blanchet à Monte-Carlo. Pour ses différents crimes, Richard Held est condamné à mort le 6 décembre 1945 par la Cour de Justice de Grasse et exécuté le 19 avril 1946.

## Le cas Paul Malaguti
Paul Malaguti s'est enfui en Italie. Il est finalement déporté depuis Munich au camp de concentration de Dachau soit pour espionner la résistance qui s'y organise, soit parce qu'il a été arrêté par la Sicherheitspolizei, soit pour se donner un alibi de déporté pour revenir en France. Il entre au camp de concentration de Dachau le 24 mars 1945 non pas comme détenu politique mais avec la mention « Nicht Aussenlager » (« Pas de kommando »). Le camp de concentration de Dachau est libéré un mois plus tard le 29 avril 1945.
Pendant ce temps, il est jugé en France par contumace par la Cour de Justice de Grasse. Il est simplement accusé d'avoir tiré sur Edouard Negri lorsque ce dernier a fui la villa Montfleury. Il est initialement condamné à mort par contumace le 20 mars 1945. Par manque de preuves, cette condamnation est finalement effacée le 27 mai 1953 par la cour d'assises des Alpes-Maritimes. Cependant, Paul Malaguti n'a pas été jugé pour toutes ses autres activités au service de la Gestapo au sein des G.A. - P.P.F.
Après sa libération de Dachau, il s'engage dans la Légion étrangère sous le nom de Menz et participe à la guerre d'Indochine.
En sortant de la Légion, il s'installe au Gué-L'Évêque à Montereau près de Lorris (Loiret). Dans ce secteur, 44 résistants et civils ont été tués par les S.S. le 14 août 1944 . Dans les années 1950, il devient le trésorier du Front National pour l'Algérie française. En 1957, il s'engage dans l'activisme pour l'Algérie française et l'organisation terroriste de l'O.A.S.. Pour ses activités, il est  interné à la prison de la Santé et au camp de Thol.
Il rejoint le Front national et se présente à plusieurs élections . Il est finalement élu au conseil régional de la région Centre.
Il est mis en cause dans la presse pour ses activités pendant la Seconde Guerre mondiale. Il déclare : « J'ai eu la malchance de me retrouver dans un endroit à Cannes où il ne fallait pas être » ou encore « Moi, j'attends qu'on me reproche quelque chose ». Il raconte alors que s'il se trouve en Italie en août 1944, c'est parce qu'« il a été arrêté par la Gestapo cannoise le 19 août 1944 et déporté en Italie puis en octobre 1944 au camp de concentration de Dachau », ce qui est faux au vu des informations fournies ci-dessus. Il quitte en effet volontairement Cannes avec la Gestapo le 15 août 1944 non pas comme prisonnier mais comme collaborateur. De même, il entre bien au camp de concentration de Dachau mais pas avant le 24 mars 1945. Il n'entre pas comme détenu politique, c'est-à-dire comme résistant, mais comme un homme à ne pas laisser sortir.
Paul Malaguti décède le jeudi 24 octobre 1996 des suites d'un cancer à l'hôpital d'Orléans (Loiret).

## Les huit résistants assassinés
Les décès sont tous déclarés le 23 août 1944, veille de la libération de la ville, au service de l'état civil de Cannes (Alpes-Maritimes).
- Jean-Baptiste Albertini : Il naît le 10 mars 1921 à Rutali (Corse-du-Sud). Il est le fils de François Albertini et de Jeanne Cordoliani. Il est cultivateur domicilié rue Walter Scott, villa « Sole Mio », à Cannes (Alpes-Maritimes). Membre des F.F.I., il est arrêté dans la nuit du 27 au 28 juillet 1944 par le G.A. - P.P.F. cannois et livré à la Gestapo. Il est emprisonné dans les cellules de la villa Montfleury, siège de la Gestapo cannoise. Il est torturé. Il est assassiné avec 7 autres résistants au sous-sol de la villa Montfleury le 15 août 1944. Son nom est inscrit sur la stèle commémorative de la villa Montfleury à Cannes (Alpes-Maritimes), sur le Monument Aux Morts de Cannes (Alpes-Maritimes) et sur le monument aux morts de Rutali (Corse-du-Sud). Il est reconnu Mort pour la France.

- Concetta Biacca : Elle naît le 16 août 1922 à Reggio de Calabre en Calabre en Italie. Elle est la fille de Vincenzo Biacca et de Giuseppa Lo Presti. Elle est domiciliée 18, rue de Fersen à Antibes (Alpes-Maritimes). Membre des F.F.I., elle est arrêtée par la Gestapo cannoise. Elle est emprisonnée dans la cellule no 2 de la villa Montfleury, siège de la Gestapo cannoise. Elle est torturée. Elle est assassinée avec 7 autres résistants au sous-sol de la villa Montfleury le 15 août 1944 (tuée d'une balle tirée dans la tête par l'officier de la Gestapo Bauer). Son nom est inscrit sur la stèle commémorative de la villa Montfleury à Cannes (Alpes-Maritimes). Elle est reconnue Morte pour la France. Elle est inhumée au cimetière communal de Rabiac à Antibes, carré 6, tombe individuelle.

- Gustave François Gaston Biny : Il naît le 30 mars 1890 à Clérey (Aube). Il est le fils de Gustave Adolphe Biny et de Laure Marie Sic. Il est employé de banque domicilié boulevard Foch à Antibes (Alpes-Maritimes). Membre des F.F.I., il est arrêté le 9 août 1944 par la Gestapo cannoise à la suite de l'arrestation de Marcel Neydorff. Il est emprisonné dans les cellules de la villa Montfleury, siège de la Gestapo cannoise. Il est torturé. Il est assassiné avec 7 autres résistants au sous-sol de la villa Montfleury le 15 août 1944. Son nom est inscrit sur la stèle commémorative de la villa Montfleury à Cannes (Alpes-Maritimes). Il est reconnu Mort pour la France.

- Pierre Raymon Chalmette : Il naît le 20 janvier 1902 à Menton (Alpes-Maritimes). Il est le fils de Victor Raymond Chalmette et de Marguerite Georgette Élise Soucat. Il épouse Édith Kate Laud le 25 octobre 1924 à Londres. Il est commerçant à Golfe-Juan, station de balnéaire de Vallauris (Alpes-Maritimes) et domicilié chemin des Clas. Il est maire de Vallauris (Alpes-Maritimes) pour le PCF de 1936 à 1941 avant d'être révoqué par le régime de Vichy. Il  rejoint le groupe de résistance Étienne (M.L.N.). Il est arrêté une première fois le 25 mai 1943 par les carabiniers italiens et interné au camp de Valescure à Saint-Raphaël (Var). Libéré, il est de nouveau arrêté mais cette fois par la Gestapo cannoise le 25 juillet 1944 comme membre des F.F.I.. Il est emprisonné dans les cellules de la villa Montfleury, siège de la Gestapo cannoise. Il est torturé. Il est assassiné avec 7 autres résistants au sous-sol de la villa Montfleury le 15 août 1944. Son nom est inscrit sur la stèle commémorative de la villa Montfleury à Cannes (Alpes-Maritimes), sur le monument aux morts de Vallauris (Alpes-Maritimes), une plaque commémorative de l'église Saint-Pierre à Golfe-Juan à Vallauris (Alpes-Maritimes). Il existe une avenue Pierre Chalmette à Golfe-Juan à Vallauris (Alpes-Maritimes). Il est reconnu Mort pour la France[47].

- Alfred Froidurot : Il naît le 29 janvier 1898 à Semur-en-Auxois (Côte-d'Or). Il est le fils d'Alphonse Froidurot et de Marie Blanche Girardot. Il épouse Lucienne Arnould. Il est commerçant domicilié à la cité ouvrière d'Antibes (Alpes-Maritimes). Membre des F.F.I., il est arrêté le 9 août 1944 par la Gestapo cannoise à la suite de l'arrestation de Marcel Neydorff. Il est emprisonné dans les cellules de la villa Montfleury, siège de la Gestapo cannoise. Il est torturé. Il est assassiné avec 7 autres résistants au sous-sol de la villa Montfleury le 15 août 1944. Son nom est inscrit sur la stèle commémorative de la villa Montfleury à Cannes (Alpes-Maritimes). Il est reconnu Mort pour la France. Il est inhumé au cimetière communal de Rabiac à Antibes, carré 6, tombe individuelle.

- Georges Krengel : Il naît le 20 septembre 1919 dans le 18e arrondissement de Paris. Il est le fils de Jacob Krengel et de Livia Weisinger. Il se marie le 2 septembre 1943 avec Cheila Bronstein à Cannes (Alpes-Maritimes). Il est tailleur domicilié au « Pigeon Blanc » au Cannet (Alpes-Maritimes). Membre des F.F.I., il est arrêté par la Gestapo cannoise. Il est emprisonné dans les cellules de la villa Montfleury, siège de la Gestapo cannoise. Il est torturé. Il est assassiné avec 7 autres résistants au sous-sol de la villa Montfleury le 15 août 1944. Son nom est inscrit sur la stèle commémorative de la villa Montfleury à Cannes (Alpes-Maritimes) et sur le Monument Aux Morts de Cannes (Alpes-Maritimes). Il est reconnu Mort pour la France.

- Marius Martini : Il naît le 20 janvier 1900 à Coursegoules (Alpes-Maritimes). Il est le fils de Barthélémy Martini et de Marie Chabaud. Il épouse Justine Giauffet. Il est préposé des douanes à Antibes (Alpes-Maritimes). Il est membre du groupe F.F.C., du réseau Gallia Kasanga, du réseau Tartane-Masséna, des F.F.I.. Il est arrêté le 9 août 1944 par la Gestapo cannoise à la suite de l'arrestation de Marcel Neydorff. Il est emprisonné dans les cellules de la villa Montfleury, siège de la Gestapo cannoise. Il est torturé. Il est assassiné avec 7 autres résistants au sous-sol de la villa Montfleury le 15 août 1944. Son nom est inscrit sur la stèle commémorative de la villa Montfleury à Cannes (Alpes-Maritimes), sur le monument aux morts de Vence(Alpes-Maritimes), le monument commémoratif de la résistance à Vence (Alpes-Maritimes), le monument aux morts d'Antibes (Alpes-Maritimes) et la plaque commémorative du quai de la douane à Nice (Alpes-Maritimes). Il est cité sur le livre d'Or du corps de la douane, guerre 1939-1945. Il est reconnu Mort pour la France, cote AC-21P-92785 [48]. Il est médaillé de la résistance (JO du 17/05/1946).

- Hyppolite Séguran : Il naît le 20 octobre 1899 à Constantinople (Turquie). Il est le fils d'Honoré Séguran et d'Anna Joséphine Bonifassi. Il épouse Élisa Antoinette Rousset. Il est le beau-frère de Louis Balesi. Il est cultivateur à Cagnes-sur-Mer (Alpes-Maritimes). Il est F.F.I. membre du mouvement Combat. Il est arrêté le 9 août 1944 par la Gestapo cannoise à la suite de l'arrestation de Marcel Neydorff. Il est emprisonné dans les cellules de la villa Montfleury, siège de la Gestapo cannoise. Il est torturé. Il est assassiné avec 7 autres résistants au sous-sol de la villa Montfleury le 15 août 1944. Il est tellement défiguré que son fils Marius ne parvient pas à reconnaître le corps le surlendemain[28]. Son nom est inscrit sur la stèle commémorative de la villa Montfleury à Cannes (Alpes-Maritimes) et sur le monument aux morts de Cagnes-sur-Mer (Alpes-Maritimes). Une impasse porte son nom à Cagnes-sur-Mer (Alpes-Maritimes). Il repose au cimetière communal du Vieux Cimetière à Cagnes-sur-Mer (Alpes-Maritimes), dans une tombe individuelle du carré militaire 2. Il est reconnu Mort pour la France[49].

## Monument lapidaire
- Une stèle commémorative a été érigée en 1948 au niveau du 42 boulevard Montfleury à Cannes (Alpes-Maritimes). On peut y lire le nom des 8 résistants décédés et le texte suivant : « Cannes et l'humanité aux victimes de la Gestapo 15 août 1944 » [50],[51].

## Commémoration
Tous les 15 août, une cérémonie officielle a lieu devant la stèle commémorative au niveau du 42 boulevard Montfleury à Cannes (Alpes-Maritimes).